# Tommaso Ferrero della Marmora
Tommaso Ferrero della Marmora (Torino, 11 gennaio 1768 – Napoli, 16 febbraio 1832) è stato un generale italiano, che fu insignito da re Carlo Felice del Collare dell'Ordine supremo della Santissima Annunziata e della Gran Croce dell'Ordine dei Santi Maurizio e Lazzaro. Fu a lungo segretario particolare del re Carlo Emanuele IV durante gli anni dell'esilio a Roma, e dopo la sua morte riportò in Piemonte uno straordinario epistolario di corte e numerosi, importanti documenti che si aggiungeranno all'archivio di palazzo La Marmora a Biella.

## Biografia
Nacque a Torino l'11 gennaio 1768, decimo degli undici figli di Ignazio e di Cristina San Martino d’Agliè e di San Germano. All'età di nove anni diviene Paggio d'Onore del re, e nel 1784 ricopre lo stesso incarico per la regina del Piemonte. Inizia giovanissimo la carriera militare e nel 1776, all'età otto anni, diviene porta stendardo del Reggimento "Dragoni della Regina", venendo poi promosso luogotenente e capitano di compagnia nello stesso reggimento. Nel 1787 assume l'incarico di gentiluomo di bocca del re Vittorio Amedeo III. Nel 1798 suo fratello Celestino viene informato dallo zio materno, il balivo di Malta Raimondo di San Germano, che è prossimo un accordo con i generali francesi che consegnerà definitivamente il Piemonte a Napoleone Bonaparte. Resosi conto che, per assicurare la sicurezza della famiglia in futuro, ponendola al riparo da eventuali cambi di potere, è necessario rimanere legati alla corte dei Savoia nonostante per questa stessa per andare in esilio, Celestino gli propose di rimanere accanto alla famiglia reale. Nel 1799 viene promosso scudiero della regina e partì con la corte per la Sardegna da dove seguì i Savoia a Poggio Imperiale, ospiti del Granduca di Firenze e, dopo la battaglia di Marengo (1800), a Roma, Frascati e quindi a Napoli ricevendo dal fratello Celestino una pensione.
Nel 1802, data in cui il Piemonte viene ufficialmente annesso alla Francia, a Napoli muore la regina Maria Clotilde e il re Carlo Emanuele IV, malato, abdica. Egli decide comunque di rimanere fedele ai Savoia e, tramite i fratelli Celestino e Carlo Vittorio, ottiene dall'ambasciatore francese a Roma il documento che gli consente di non essere richiamato in Piemonte come era stato stabilito dall'Imperatore in quegli anni. Insignito nel 1815 da Vittorio Emanuele I del rango di maggiore generale delle Regie Guardie, rimane sempre accanto a Carlo Emanuele IV  anche quando quest'ultimo si ritira nel Noviziato dei gesuiti di Sant'Andrea a Roma dove si spegne il 6 ottobre 1819. Nel corso di quell'anno rientra a Torino, dove viene insignito della Gran Croce dell'Ordine dei Santi Maurizio e Lazzaro, del titolo di Cavaliere dell'Ordine imperiale di Leopoldo per volontà dell'Imperatore Francesco I e di quello di Cavaliere di prima classe dell'Ordine di Sant'Anna dallo Zar Alessandro di Russia. Il 2 ottobre 1821 re Carlo Felice lo insignì del Collare dell'Ordine supremo della Santissima Annunziata e nel 1822 diventa cavaliere d'onore della regina Maria Cristina. Nel 1824, insieme al nipote Edoardo, segue la corte nei suoi viaggi in Savoia e viene incaricato di concludere l'acquisto e avviare il progetto di trasformazione dell'abbazia di Hautecombe, in Francia, nel mausoleo della dinastia dei Savoia.
Nel 1830, nonostante fosse affetto da una malattia che lo aveva colpito l'anno precedente e quasi ucciso, si mise in viaggio al seguito dei Savoia che si spostano a Nizza da dove, in quello stesso anno, seguì la regina, rimasta vedova, a Napoli. In questa città morì il 16 febbraio 1832. Il suo corpo venne imbalsamato e deposto nella cripta della reale arciconfraternita di San Ferdinando di Palazzo a Napoli, da dove poi, via mare, fu trasferita a Genova e quindi trasportata e sepolta nella basilica di San Sebastiano a Biella.

### Annotazioni
1. ↑  Celestino Ferrero della Marmora aveva tredici figli da mantenere e non poteva lasciare il Piemonte.
2. ↑  Di Carlo Emanuele IV fu anche confidente e segretario negli anni della cecità, e dopo la sua morte riportò in Piemonte uno straordinario epistolario di corte e numerosi, importanti documenti che si aggiungeranno all'archivio di palazzo La Marmora.
3. ↑  Tale impresa ispirò i suoi nipoti nel recupero della basilica di San Sebastiano a Biella dove vennero traslate tutte le salme della famiglia Ferrero della Marmora.

### Fonti
1. 1 2 3  Angius 1847, p. 943.
2. 1 2 3 4 5 6  La Marmora.
3. 1 2 3 4 5  Journals.
4. 1 2 3 4 5 6  Angius 1847, p. 944.